# Yucca brevifolia subsp. jaegeriana
Yucca brevifolia subsp. jaegeriana (englischer Trivialname: Pygmae Yucca) ist eine Unterart der Josua-Palmlilie (Yucca brevifolia) in der Familie der Spargelgewächse (Asparagaceae).

## Beschreibung
Die Miniatur-Yucca Yucca brevifolia subsp. jaegeriana wächst solitär und bildet einen Stamm von 3 bis 6 Meter Höhe. Sie verzweigt sich in 1 bis 2 Meter Höhe. Sie ist in allen Aspekten kleiner als die Unterart Yucca brevifolia subsp. brevifolia. Die Blütezeit ist von April bis Mai.
Exemplare aus den hohen Bergregionen sind frosthart bis minus 15 °C. Sie sind allerdings sehr nässeempfindlich und sollten deshalb ganzjährig geschützt werden.

## Verbreitung
Yucca brevifolia subsp. jaegeriana ist in den USA in den Staaten Kalifornien, Arizona und Utah in der Mojave-Wüste und der Great-Basin-Wüste in Ebenen, an flachen Hängen und in offenem Waldland (Pinyon-Juniper) in 1000 bis 2000 m Höhe verbreitet. Sie wächst vergesellschaftet mit Yucca baccata, Echinocactus polycephalus, Echinomastus johnsonii, Echinocereus engelmannii und zahlreichen anderen Kakteen-Arten.

## Systematik
Der Name wurde zu Ehren von Edmund C. Jaeger gewählt. Die Beschreibung ist durch Fritz Hochstätter unter dem Namen Yucca brevifolia subsp. jaegeriana 2001 veröffentlicht worden.
Synonyme sind Yucca jaegeriana Lenz 2007, Yucca brevifolia var. jaegeriana (McKelvey) McKelvey 1935 und Yucca brevifolia var. wolfei (Jones) McKelvey 1935.

## Bilder

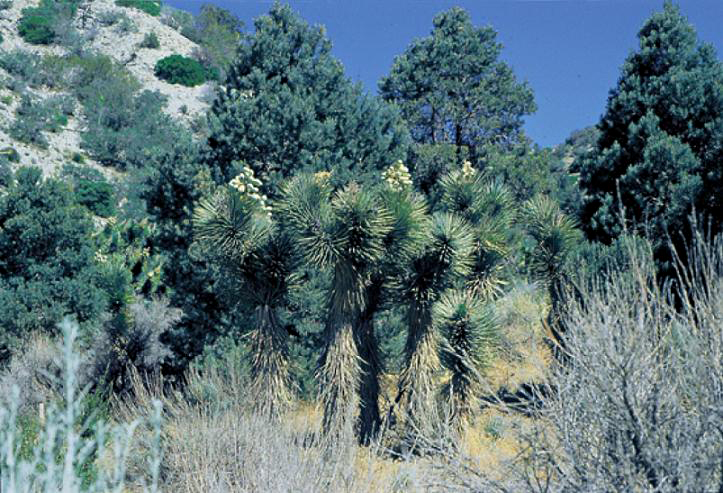
Yucca brevifolia subsp. jaegeriana mit Früchten in Nevada
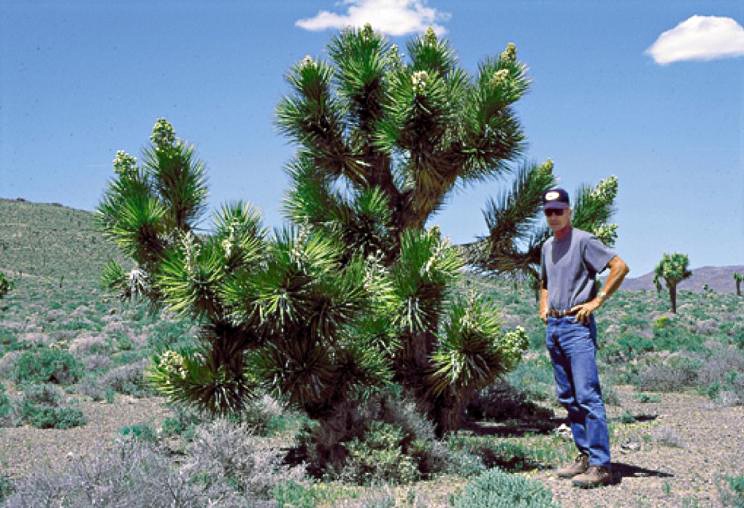
Yucca brevifolia subsp. jaegeriana Tom Sloan neben einem dicht verzweigten Exemplar in Nevada